# Peropyrrhicia massaiae
Peropyrrhicia massaiae is een rechtvleugelig insect uit de familie sabelsprinkhanen (Tettigoniidae). De wetenschappelijke naam van deze soort is voor het eerst geldig gepubliceerd in 1881 door Bormans.